# ATP Challenger Concord
Das ATP Challenger Concord (offiziell: Concord Challenger) war ein Tennisturnier, das einmalig 1979 in Concord, New York, stattfand. Es gehörte zur ATP Challenger Tour und wurde im Freien auf Hartplatz gespielt.

## Liste der Sieger

### Einzel
| Jahr | Sieger          | Finalgegner        | Ergebnis      |
| ---- | --------------- | ------------------ | ------------- |
| 1979 | Erik van Dillen | Howard Schoenfield | 6:7, 6:2, 6:3 |

### Doppel
| Jahr | Sieger                     | Finalgegner                     | Ergebnis |
| ---- | -------------------------- | ------------------------------- | -------- |
| 1979 | Sashi Menon Robert Trogolo | Christopher Lewis Bruce Nichols | 7:6, 6:4 |